# Francisco Ramírez Gámez
Francisco Ramírez Gámez (* 28. November 1965 in Huásavas, Sonora) ist ein ehemaliger mexikanischer Fußballspieler auf der Position des Verteidigers, der nach seiner aktiven Laufbahn als Trainer tätig wurde.

## Leben

### Spieler
Ramírez begann seine Profikarriere in Reihen der Coyotes Neza, bei denen er bis zu ihrem Ausstieg aus der Primera División am Saisonende 1987/88 blieb. Anschließend wechselte er zum Lokalrivalen Atlante und kam über Puebla, Necaxa und Veracruz schließlich zu Cruz Azul, seiner letzten Station als Profifußballspieler. Für diesen Verein bestritt er am 11. März 1998 sein letztes Erstligaspiel gegen seinen Exverein Necaxa, das 1:1 endete. 

### Trainer
Nach einigen Stationen als Assistenztrainer, unter anderem in Reihen der mexikanischen Nationalmannschaft, wurde Ramírez erstmals in der Clausura 2009 die Rolle des Cheftrainers bei seinem damaligen Verein Chivas Guadalajara anvertraut. Sein Debüt hatte er am 19. April 2009 ausgerechnet in einem Superclásico gegen den Erzrivalen América, der 1:0 gewonnen wurde. Doch weil anschließend nur noch ein einziger Sieg (2:0 gegen Querétaro am 15. August 2009) folgte und mit der 0:4-Niederlage beim San Luis FC am 12. September 2009 ein weiterer Tiefpunkt erreicht war, wurde Ramírez nach elf Spielen (mit vier Remis und fünf Niederlagen) durch Luis Manuel Díaz ersetzt. 
Im Juli 2010 wurde Ramírez als Co-Trainer seines Exvereins Tiburones Rojos Veracruz verpflichtet und im Oktober 2011 trainierte er als Cheftrainer seinen Exverein Necaxa, wo er zuvor noch ab Anfang 2011 Co-Trainer war. Im Mai 2012 wurde er Cheftrainer des Zweitligisten Dorados de Sinaloa. Mit dem Klub konnte er den Copa México nach dessen Wiedereinführung in der Apertura 2012 gewinnen. Im Finale setzte sich der Klub gegen den Ligakonkurrenten UAT Correcaminos im Elfmeterschießen mit 5:4 durch, nachdem es nach der regulären Spielzeit 2:2 unentschieden stand.